# Château de Lübben
Le château de Lübben (en allemand : Schloss Lübben) est un château et monument historique situé à Lübben, dans le land de Brandebourg, en Allemagne. Ancien siège adiministratif de la marche de Lusace, il remonte au Moyen Âge central, mais a été aussi reconstruit en partie à diverses époques.

## Localisation
Le château est situé sur une île au sud de la vieille-ville de Lübben (Lubin), en Basse-Lusace, à environ 40 kilomètres au nord-ouest de Cottbus. Plus au sud-est s'étend la partie supérieure de la forêt de la Sprée. 

## Histoire
Le château se trouve à l'emplacement d'un ancien Wasserburg bâti au XIIe siècle, au temps de la colonisation germanique dans la marche de Lusace. Les fondations datent du Moyen Âge tardif, la tour étant la partie du château la plus ancienne. Situé à l'endroit stratégique de passage de la rivière Sprée, il devient un siège idéal des dirigeants du margraviat, un terre de la couronne de Bohême depuis le XIVe siècle.

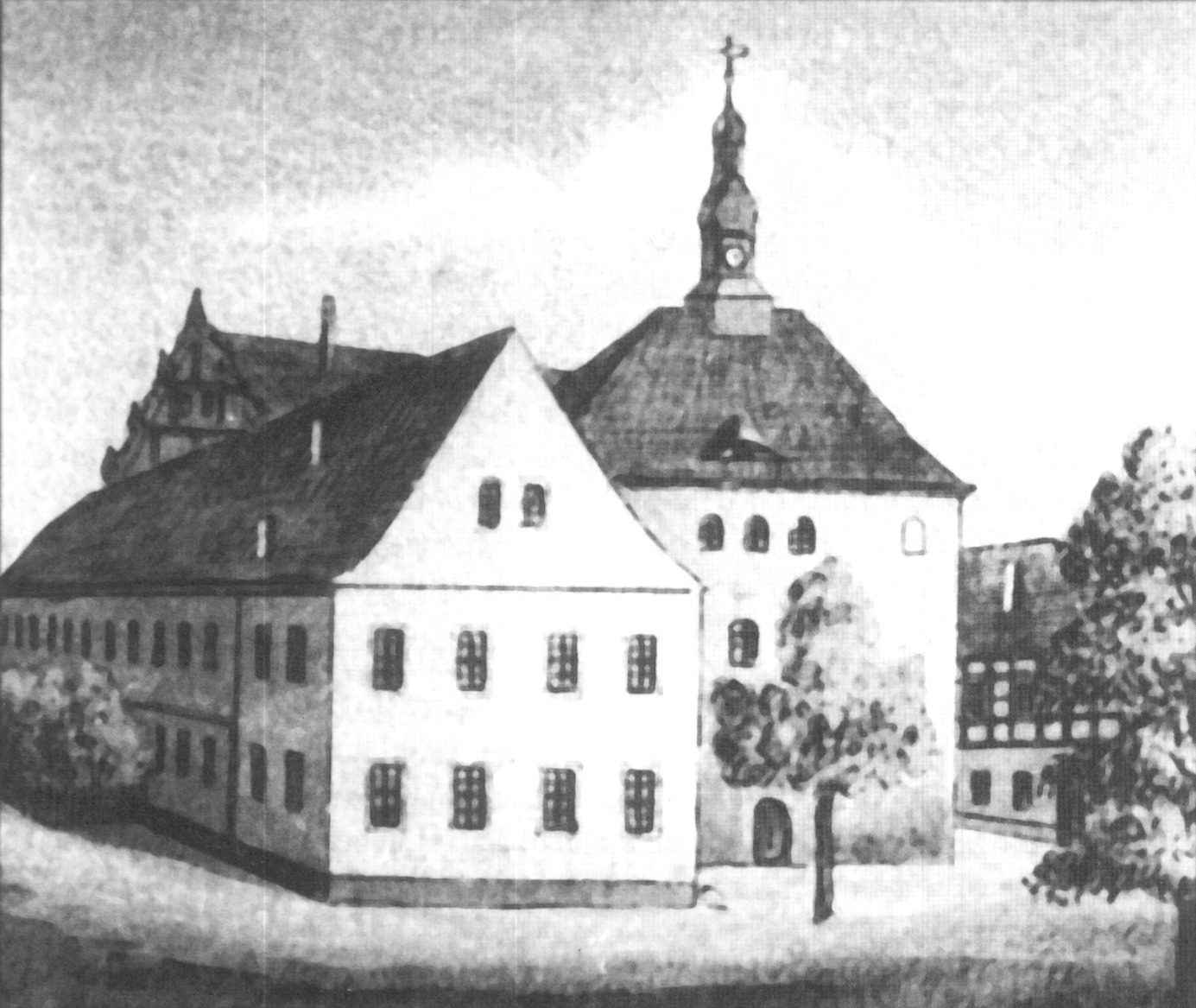
Château de Lübben vers 1850.

Le bâtiment n'est cependant mentionné qu'en 1561 dans les documents écrits de l'époque. Il fut fortement endommagé pendant la guerre de Trente Ans ; en même temps, selon les dispositions du traité de Prague signé en 1635, la Lusace est passée à l'électorat de Saxe. De 1679 à 1682, le duc Christian de Saxe-Merseburg le fit reconstruire partiellement en style Renaissance, tel qu'il apparaît encore aujourd'hui. C'est de cette époque que datent les écuries (Marstall) et l'aile est qui sera détruite vers la fin de la Seconde Guerre mondiale. Le complexe du château subit de graves dommages en avril 1945.
Restauré après la guerre, le château est aujourd'hui un musée régional avec un restaurant au rez-de-chaussée. Le musée (avec une section abritant le musée de l'histoire de la ville) a ouvert en 2001, après avoir été fermé dans les années 1960 et est consacré en grande partie à l'archéologie et à la préhistoire dans la région.